# Ad Libitum (группа, Екатеринбург)
«Ad Libitum» — музыкальный коллектив из Екатеринбурга, основанный в 1990 году. Основные музыкальные стили — фолк-рок, ритм-н-блюз. Неизменно в составе — основатель группы Степан Мартиросов; дополняют и поддерживают его примкнувшие к нему «ad libitum» («по желанию») музыканты.

## О группе
1990 — дата образования коллектива (иногда сокращённо называется аббревиатурой «AL»).
1992 — на студии «Метро» (Novik Records) Алексей Хоменко записывает первый альбом группы «Пусть будет как ты хочешь». В первоначальный состав «АL» вошли: Степан
Мартиросов — фортепиано, вокал; Андрей Лазарев — гитара; Виктор Тельминов — бас; Александр Козлов — ударные, Олег Земляков.. В записи принял участие Андрей Котов («Агата Кристи»).
«Свежий материал» — всегда расхожие мнения. Кто-то определил их стиль, как Acid Jazz, хотя сами музыканты предпочитают называть это «неформальным ритм-энд-блюзом с элементами электро-фанка». Вот, например, журнал «FUZZ» посчитал, что если данная работа была сделана без особых изысков, она могла бы продаваться миллионными тиражами.
Группа набирает обороты, играя в сборных концертах, дает успешный сольный тур по Тюменской области и берет приз зрительских симпатий на фестивале «Шлягер 92».
1993 — Москва приглашает «АL» на фестиваль «Поколение 93». А незадолго до этого Владимир Пресняков младший, влюбился в «романс Мартиросова». Затем включил шедевр в свой альбом «Замок из дождя» (1994)   видеоклип Романс
1994 — впечатления от удачно сложившегося года отобразились в новых песнях коллектива. И вот студия «Новые проекты» Виктора Зайцева записывает второй альбом «AL» (Поздно уже...). Для поклонников группы это был подарок, так как был записан полностью вживую («лайфом»), в отличие от первого альбома, более насыщенного секвенсорами.
Но дальше — самое интересное: «AL» уходит в андерграунд, продолжая вполне сносную концертную деятельность, постоянно меняя состав. Так продолжается до 1998 года.
2004 — неизменный лидер группы Степан Мартиросов, продолжая сочинять песни, подвёл квартирные записи под некую концепцию, из которой и получился третий альбом под названием «Жизнь из тайн». Запись была проведена на студии «Tutti Records» Александра Пантыкина.
2010 — презентация четвёртого альбома «Стоя на траве» в паб-клубе Бен Холл (Екатеринбург).
2011 — хедлайнер на фестивале «Старый Новый Рок».
На сегодняшний день группа представлена лидером группы Степаном Мартиросовым и играющими в ней «по желанию» музыкантами.

## Дискография
- 1992 — «Пусть будет как ты хочешь»
- 1994 — «Поздно уже…»
- 2004 — «Жизнь из тайн»
- 2010 — «Стоя на траве»